# Ciríaco do Éfeso

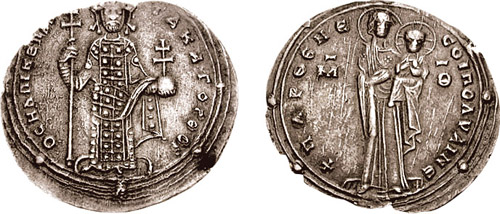
Miliarésio de r.

Ciríaco (em grego medieval: Κυριακός; romaniz.: Kyriakós) foi um bispo bizantino do século XI.

## Vida
Ciríaco era irmão do patriarca Aleixo Estudita (r. 1025–1043) e metropolita do Éfeso de novembro de 1027 a setembro de 1039, porém é possível que já tivesse assumido a posição antes de 1025, sendo talvez o possível sucessor de Teodoro (r. 1014–1018/1019). Sob o imperador Romano III (r. 1028–1034), foi nomeado com Demétrio de Cízico e Miguel de Euceta como sincelo. Ele participou de quase todos os sínodos convocados por seu irmão Aleixo.
Ele assinou a declaração sinodal sobre a doação de mosteiros de novembro de 1027, a declaração sinodal sobre várias questões da Igreja de janeiro de 1028, a declaração sinodal contra os jacobitas de maio de 1030, a confirmação sinodal contra os jacobitas de abril de 1032 e a declaração sinodal sobre casamentos entre ortodoxos e hereges de setembro de 1039.